# Console Generale Liuzzi (sous-marin)
Le Console Generale Liuzzi est un sous-marin, navire de tête de la classe Liuzzi, en service dans la Regia Marina à partir de 1939 et ayant servi pendant la Seconde Guerre mondiale.
Le sous-marin est dédié à Alberto Liuzzi (1898-1937), console générale (brigadier-général) des Chemises noires.

## Caractéristiques
La classe Liuzzi était dérivée de celle des précédents sous-marins océaniques de la classe Brin, mais avec des dimensions et une portée accrues et une disposition différente de l'armement d'artillerie; l'apparence rappelait beaucoup celle des sous-marins contemporains de la classe Marconi, et bien qu'ils reproduisent certains des défauts de la classe Brin, en premier lieu la navigabilité médiocre, ils se sont avérés être parmi les meilleurs sous-marins de la Regia Marina construits pendant l'entre-deux-guerres.
Les Liuzzi étaient des sous-marins de haute mer (ou de "grande croisière") à double coque partielle. Ils déplaçaient 1 166 tonnes en surface et 1 484 tonnes en immersion. Les sous-marins mesuraient une longueur totale de 76,1 mètres, une largeur de 6,98 mètres et un tirant d'eau de 4,55 mètres. Ils avaient une profondeur de plongée opérationnelle de 100 mètres. L'équipage se composait de 7 officiers et 51 sous-officiers et marins,.
Le système de propulsion était de type conventionnel, avec deux moteurs diesel pour la navigation de surface, d'une puissance totale de 3 420 chevaux-vapeur (2 517 kW), chacun entraînant un arbre d'hélice. En immersion, chaque hélice était entraînée par un moteur électrique de 625 chevaux-vapeur (460 kW). Ils pouvaient atteindre 17,8 nœuds (32,9 km/h) en surface et 8 nœuds (14,8 km/h) sous l'eau. En surface, la classe Liuzzi avait une autonomie de 13 204 milles nautiques (24 453 km) à 8 noeuds (15 km/h); en immersion, elle avait une autonomie de 111 milles nautiques (200 km) à 4 noeuds (7,4 km/h),.
Les sous-marins étaient armés de huit tubes lance-torpilles de 53,3 centimètres (21 pouces), quatre à l'avant et quatre à l'arrière. L'armement d'artillerie pour le combat en surface était basé sur un canon de pont OTO 100/47 (sur certains sous-marins était initialement monté l'ancien 102/35 Model 1914, puis remplacé lorsque la pièce plus moderne devenait disponible en quantité suffisante), placé sur le pont à l'avant de la tour de contrôle (kiosque) (et non à l'arrière à l'intérieur de la structure de la tour de contrôle elle-même comme sur les sous-marins de la classe Brin précédentes). Leur armement anti-aérien consistait en deux systèmes jumeaux de mitrailleuses Breda Model 1931 de 13,2 mm,.

## Construction et mise en service
Le Console Generale Liuzzi est construit par le chantier naval Cantieri navali Tosi di Taranto (TOSI) de Tarente en Italie, et mis sur cale en octobre 1938. Il est lancé le 17 septembre 1939 et est achevé et mis en service le 21 novembre 1939. Il est commissionné le même jour dans la Regia Marina.

## Historique
Nommé d'après Alberto Liuzzi, consul général de la Milice, le sous-marin Console Generale Liuzzi est perdu lors de sa première mission de guerre. Le 16 juin 1940, en effet, il quitte Tarente sous le commandement du capitaine de corvette Lorenzo Bezzi, en direction de sa zone d'embuscade au large de Famagouste, pour attaquer les navires naviguant entre Chypre, la Syrie et l'Égypte. Il y passé cinq jours sans apercevoir aucun navire et, dans la soirée du 25 juin, il prend la route du retour.
Le 27 juin à 18h30, il repère des unités de la Force C britannique mais il est aperçu à son tour,.
Il subit une dure poursuite avec des grenades sous-marines par les destroyers britanniques HMS Dainty (H53), HMS Ilex (D61), HMS Defender (H07), HMS Decoy (H75) (qui sont équipés d'échogoniomètres les plus modernes de la Royal Navy) et le destroyer australien HMAS Voyager (D31) jusqu'à ce que, endommagé, il fait surface pour essayer de se défendre avec son canon de pont.
Cependant, en raison de la mer agitée, les artilleurs du Liuzzi ne peuvent pas viser, tandis que les unités britanniques n'ont aucun mal à frapper le sous-marin à plusieurs reprises, ce qui entraîne la mort de 9 membres de l'équipage (l'enseigne Averardo Facibeni, un sergent et sept marins), et la mise hors service du sous-marin.
Il reçoit l'ordre de commencer les manœuvres de sabordage et d'abandonner le sous-marin. Après que tout le monde soit parti (ils seront secourus - et capturés - par les Britanniques), le commandant Bezzi retourne à l'intérieur du sous-marin et s'est enfermé, décidant de couler avec le sous-marin (il sera décoré de la médaille d'or de la valeur militaire à titre posthume).
Peu avant 20 heures, le Liuzzi coule au large de la Crète à la position géographique de 33° 46′ N, 27° 27′ E,.
Au cours de sa courte vie, le sous-marin n'avait effectué qu'une seule mission de guerre, couvrant 1 472 milles nautiques (2 727 km) en surface et 360 milles nautiques (670 km) sous l'eau.